# FLOPS
FLOPS is een afkorting die staat voor floating point operations per second (zwevendekommabewerkingen per seconde).
FLOPS is een eenheid die wordt gebruikt om de rekenkracht van CPU's aan te duiden. Deze aanduiding is een aanvulling op de MIPS-eenheid, een andere snelheidsmeting van CPU's die voornamelijk de snelheid van instructieverwerking aangeeft.
FLOPS worden vaak gebruikt met de SI-voorvoegsels mega-, giga-, tera-, peta- en recent ook exa-.
Over het algemeen zijn GPU's krachtiger dan CPU's. Dit komt gedeeltelijk door een andere architectuur die GPU's op grafische kaarten gebruiken en doordat de CPU meer rekening moet houden met de snelheid van de randapparatuur.

## Vergelijking

FLOPS van de grootste supercomputer over de tijd

Over het algemeen halen huidige CPU's tussen de 20 en 100 Gflops, huidige GPU's halen op enkele-precisie-berekeningen meer dan 800 Gflops, maar vallen terug naar een kwart van deze snelheid bij dubbele-precisie-berekeningen.
Enkele voorbeelden van grafische kaarten met bijbehorende prestaties zijn:
- De GTX 690 van NVIDIA met 5.621 Gflops
- De AMD Radeon HD 7990 van AMD met 6.963 Gflops
- De GTX 295 van NVIDIA met 1.788 Gflops
- De Titan V van NVIDIA met 12,3 Tflops

Bovenstaande beschrijvingen zijn echter theoretische gevallen die alleen onder de meest ideale omstandigheden worden gehaald, berekend met SGEMM-benchmark of LINPACK.
Bij mainframes en supercomputers ligt het aantal FLOPS aanzienlijk hoger; de Cray XT5 Jaguar haalt 1,759 petaflops, de Japanse 'K Computer' 10,51 petaflops (november 2011) en de Sequoia (juni 2012), met 16,32 petaflops. Als er een cluster gebouwd zou worden met per server een Intel Core i7 en 2 ATI Radeon HD4870 X2-kaarten, zouden er minimaal 361 servers nodig zijn om de snelheid van de Jaguar te behalen (theoretisch, in een perfecte omgeving). Dat is een stuk minder dan de duizenden die nodig zijn als er alleen CPU's gebruikt worden, maar dan alleen in enkele precisie.
Sinds juni 2018 voert de Amerikaanse supercomputer Summit de lijst aan met 122,3 petaflops.
Sinds juni 2020 staat de Japanse supercomputer Fugaku bovenaan de TOP500.
In oktober 2020 werd de Europese LUMI supercomputer aangekondigd. Met meer dan 550 peak petaflops zal LUMI bovenaan de lijst van snelste supercomputers terecht komen. Opmerkelijk is ook dat LUMI op 100% hernieuwbare energie zal werken en uiteindelijk zelfs koolstofnegatief zal zijn.
Voorbeeld van Gflops-scores van enkele bekende CPU's:
| LINPACK-score 1kx1k (DP)           | Cores | Threads | Piek gigaFLOPS | Werkelijke gigaFLOPS | Efficiëntie (in %) |
| ---------------------------------- | ----- | ------- | -------------- | -------------------- | ------------------ |
| Cell (processor), 1 SPU, 3,2 GHz   | -     | -       | 01,83          | 1,45                 | 79,23              |
| Cell (processor), 8 SPU's, 3,2 GHz | -     | -       | 14,63          | 9,46                 | 64,66              |
| Pentium 4, 3,2 GHz                 | 1     | 1       | 06,40          | 3,10                 | 48,44              |
| Pentium 4 + SSE3, 3,6 GHz          | 1     | 1       | 14,40          | 7,20                 | 50,00              |
| Itanium, 1,6 GHz                   | 1     | 1       | 06,40          | 5,95                 | 92,97              |
| Core i7, 3,2 GHz                   | 4     | 8       | 70,00          | -                    | -                  |

## FLOPS in Europese AI-regelgeving
In de AI Act heeft het aantal FLOPS dat wordt gebruikt bij het trainen van algemeen toepasbare AI-modellen ook een juridische betekenis gekregen. Als de totale rekenkracht van de hardware gebruikt voor trainen deze drempelwaarde overschrijdt, valt de AI automatisch in de categorie systemic risk (risico op systeemniveau). Er gelden dan automatisch aanvullende verplichtingen en strengere regelgeving, vanwege de potentieel grote maatschappelijke impact.